# 韋普里克 (哈佳奇區)
50°22′28″N 34°11′2″E / 50.37444°N 34.18389°E
韋普里克（烏克蘭語：Веприк）是位於烏克蘭中部波爾塔瓦州裏米爾霍羅德區的村莊，處於普肖爾河畔，距離博布里克4.5公里，面積84.92平方公里，海拔高度115米，2001年人口2,915。